# 星巴克
星巴克股份有限公司（英語：Starbucks Corporation），簡稱星巴克，又译史塔巴克斯，是美国一家跨國连锁咖啡店和烘焙工坊店，也是全球最大的連鎖咖啡店，成立於1971年，發源地與總部位於美国华盛顿州西雅圖。除咖啡之外，亦有茶飲等飲料，以及三明治、糕點等點心類食品。最初僅專賣咖啡豆，在轉型為現行的經營型態後開始快速展店，並成為美式生活的象徵之一，部分店鋪甚至與超级市场、书店等異業結盟，以複合式商店經營。根據星巴克2018年報，星巴克在全球75個國家及地區皆有據點，由該公司直接營運的分店有13,275間，特許經營分店更多達14,064間。當中亦有不少分店的會具當地特色及找來設計師設計，如法國巴黎歌劇院店、意大利郵局宮店、日本福岡的表參道店。
一般咸信第二波咖啡熱潮與星巴克有關，而這是因為星巴克引進了多樣化的咖啡體驗之故。星巴克販售熱飲和冷飲、咖啡豆、微細研磨即食咖啡、濃縮咖啡、拿鐵咖啡、大片與散裝茶葉、果汁、咖啡冰沙、糕點和零食等等，一些餐點是季節性或地域性的。而根據所在國家不同，多數分店也有免費無線網路服務。

## 名稱由來
“星巴克”這個名字來自雷尼尔山矿工村的“Starbo”一词，在创办人腦力激盪时改为“Starbucks”。作为文学爱好者同是创办人之一的英语教师杰里·鲍德温（Jerry Baldwin），希望与美國作家梅爾維爾的小說《白鯨記》联系到一起，于是设计成小说中一艘船上的一个爱喝咖啡的伙计叫做星巴克。

## 發展歷史

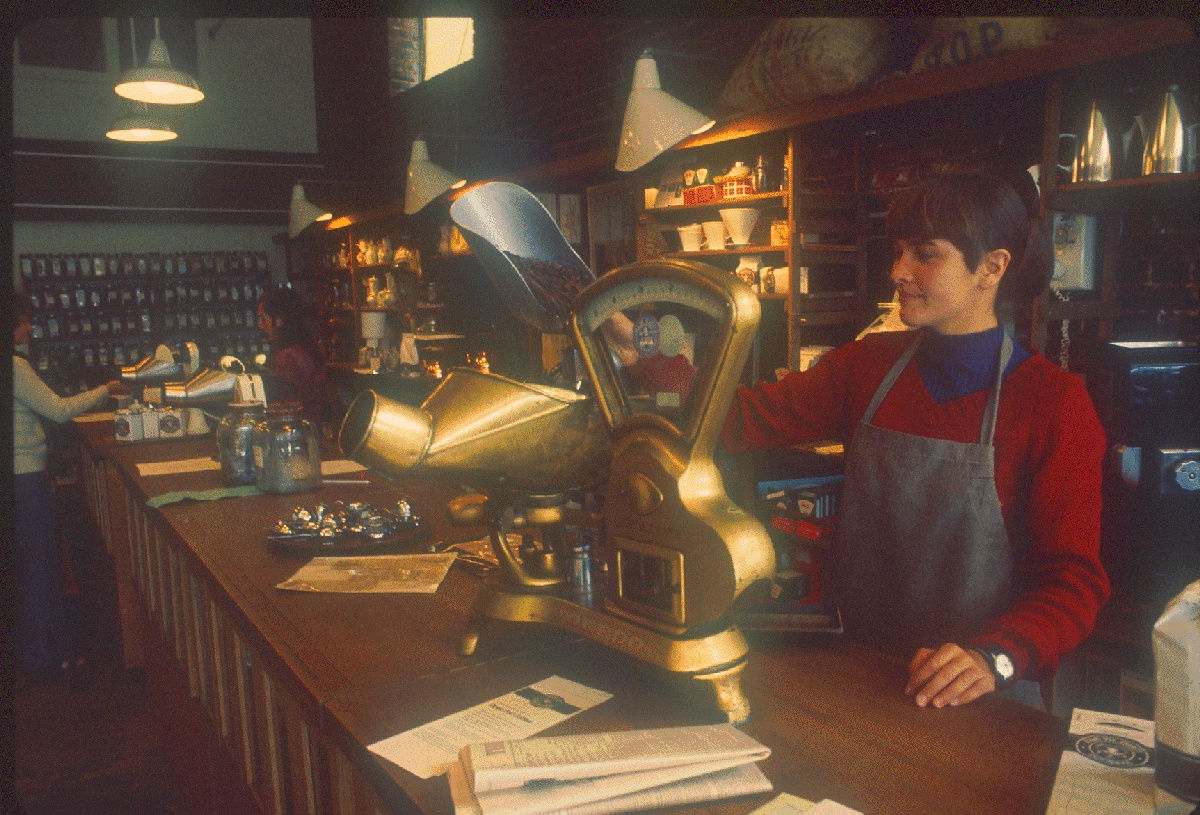
1977年派克市場的內部

1971年，英語教師傑里·鮑德溫（Jerry Baldwin）、歷史教師吉夫·席格（Zev Siegl）和作家戈登·波克（Gordon Bowker）合作開了第一家星巴克。他们三人開店是受到艾佛瑞·畢茲（Alfred Peet）于加州伯克利創立的畢茲咖啡（Peet's Coffee）的影響。第一家星巴克店位于西雅圖市中心的鱼市派克市場（Pike Place Market）旁，主要出售高質量的咖啡豆和咖啡器材（這家店至今仍然存在）。在開業的第一年，他们從皮特那裡購買绿色咖啡豆，而後，他們就直接從咖啡豆產地購買。星巴克僅有西雅圖的6家店铺，而且只賣咖啡豆。
1987年，霍华德·舒尔茨籌資買下星巴克，同年在加拿大溫哥華開拓門市，為首次進軍國際市場，他把星巴克做成了美國版的義大利咖啡屋。
1994年，聘請萊特·梅西替全球連鎖店進行店內設計後，如今星巴克在全球範圍内已經有近21,000間分店遍布北美、南美洲、歐洲、中東及太平洋區。
1996年8月2日，星巴克在日本東京銀座開店，這是星巴克首次在北美以外的地區開店。優質的產品和服務，明確的市場定位以及積極的營銷策略使得星巴克迅速成長為全球知名品牌。
1998年，台灣第一家星巴克門市於台北市天母開幕。
1999年，星巴克以810萬美元代價收購了泰舒茶（Tazo）品牌。
2000年，香港第一家星巴克門店於中環交易廣場開幕。
2011年11月，星巴克以3,000萬美元的價格收購了果汁製造商Evolution Fresh Inc。
2012年6月5日，星巴克以1億美元現金從投資集團Next World Group手中收購La Boulange Bakery品牌。
2012年11月9日，在西雅圖開了首間Tazo茶店。
2012年11月14日，星巴克以6.2億美元現金收購高檔茶葉集團Teavana。
2013年1月3日，星巴克公司表示，准备当年2月份授权美心集团在越南胡志明市开设第一家星巴克咖啡店。
2013年7月，咖啡饮品巨头星巴克将与法国达能集团联手打造乳酪品牌，进军食品杂货市场。
2014年9月23日，星巴克以約9.13億美元收購旗下日本業務60.5%的股份，包括向合作伙伴Sazaby League收購其手上39.5%股份，價值5.05億美元；及向公眾股東收購餘下21%股份，涉及4.08億美元，料2015年上半年可完成所有交易。
2014年8月10日，馬來西亞成功食品較早時宣布，與星巴克咖啡國際公司達成股權買賣協議（SPA），以約2億7,951萬令吉收購馬來西亞成功星巴克私人有限公司剩餘50%股權。
2017年7月27日，星巴克宣布，全線關閉旗下379間茶品牌Teavana零售店。
2018年5月8日，雀巢與星巴克締結全球咖啡聯盟。雀巢將以71.5億美元現金收購星巴克門市以外的全球市場零售及分銷星巴克品牌包裝產品的權利。
2022年9月30日，星巴克在中国大陸市场的第6000家門店——力寶廣場店於上海開業。

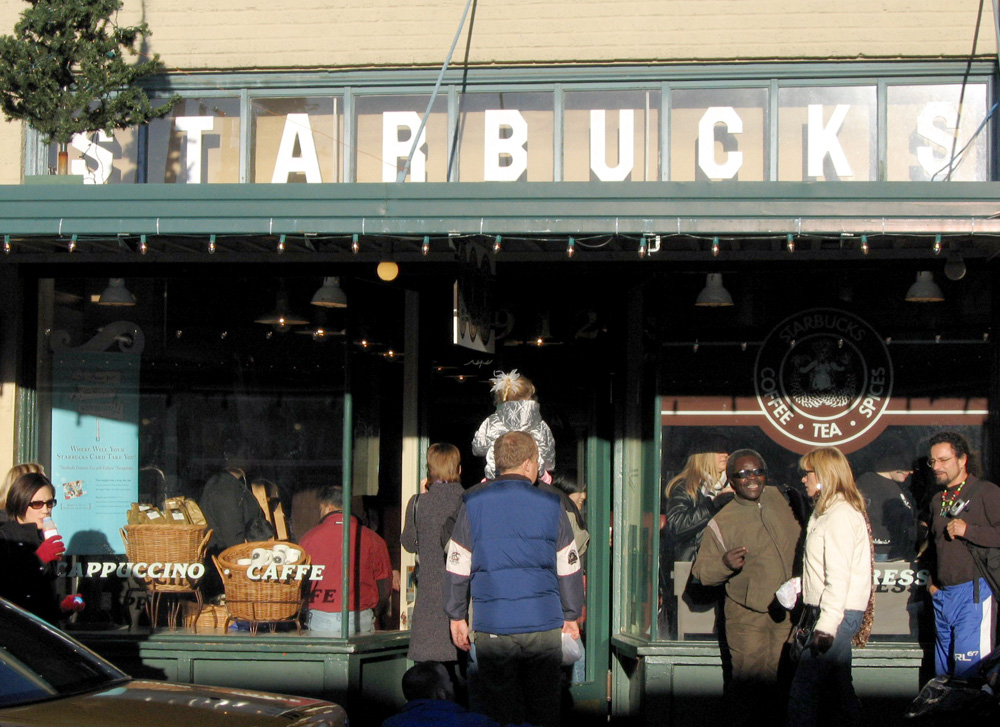
位在西雅圖派克市場的第一家星巴克店鋪
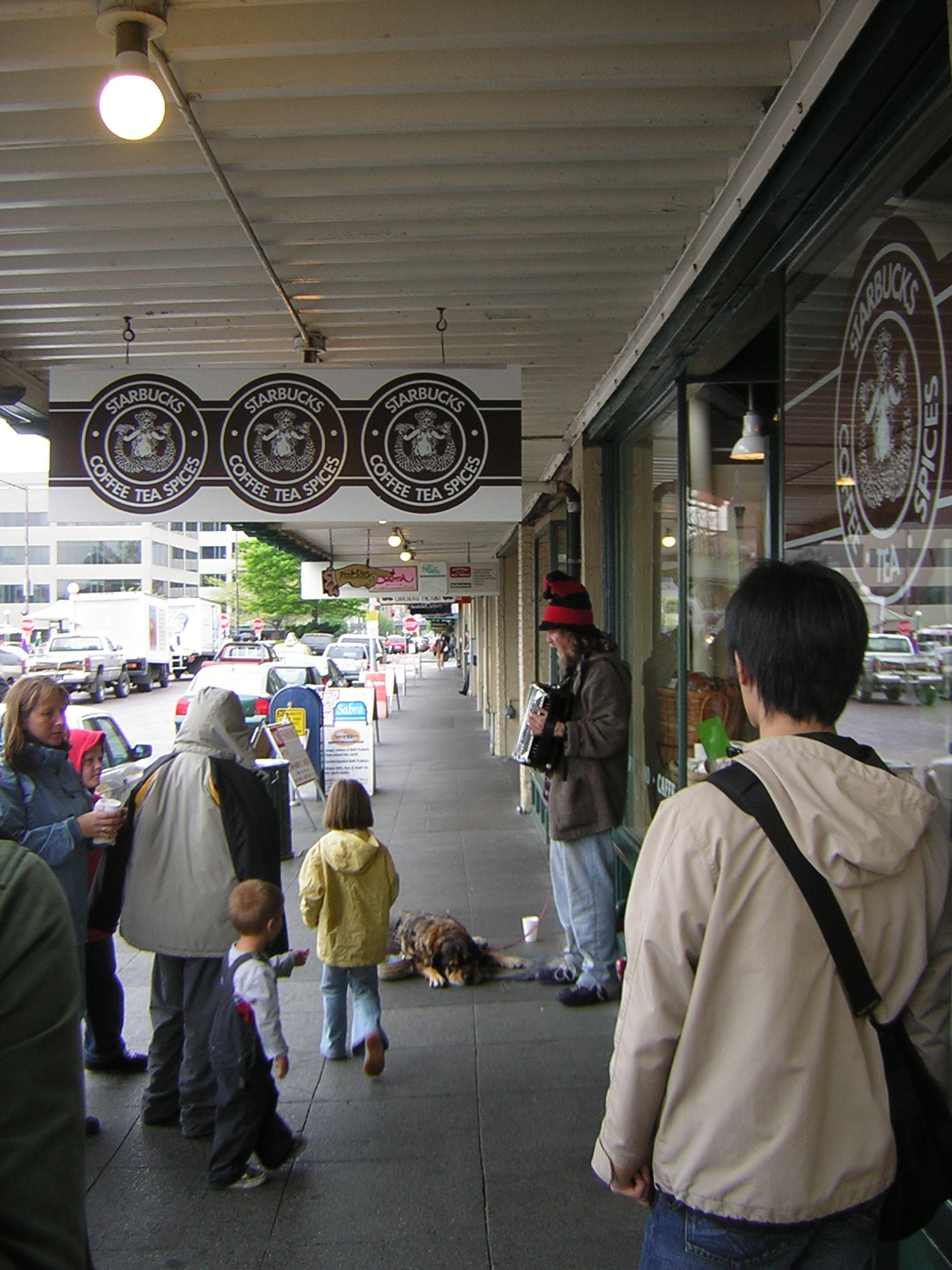
星巴克店鋪外的街頭藝人
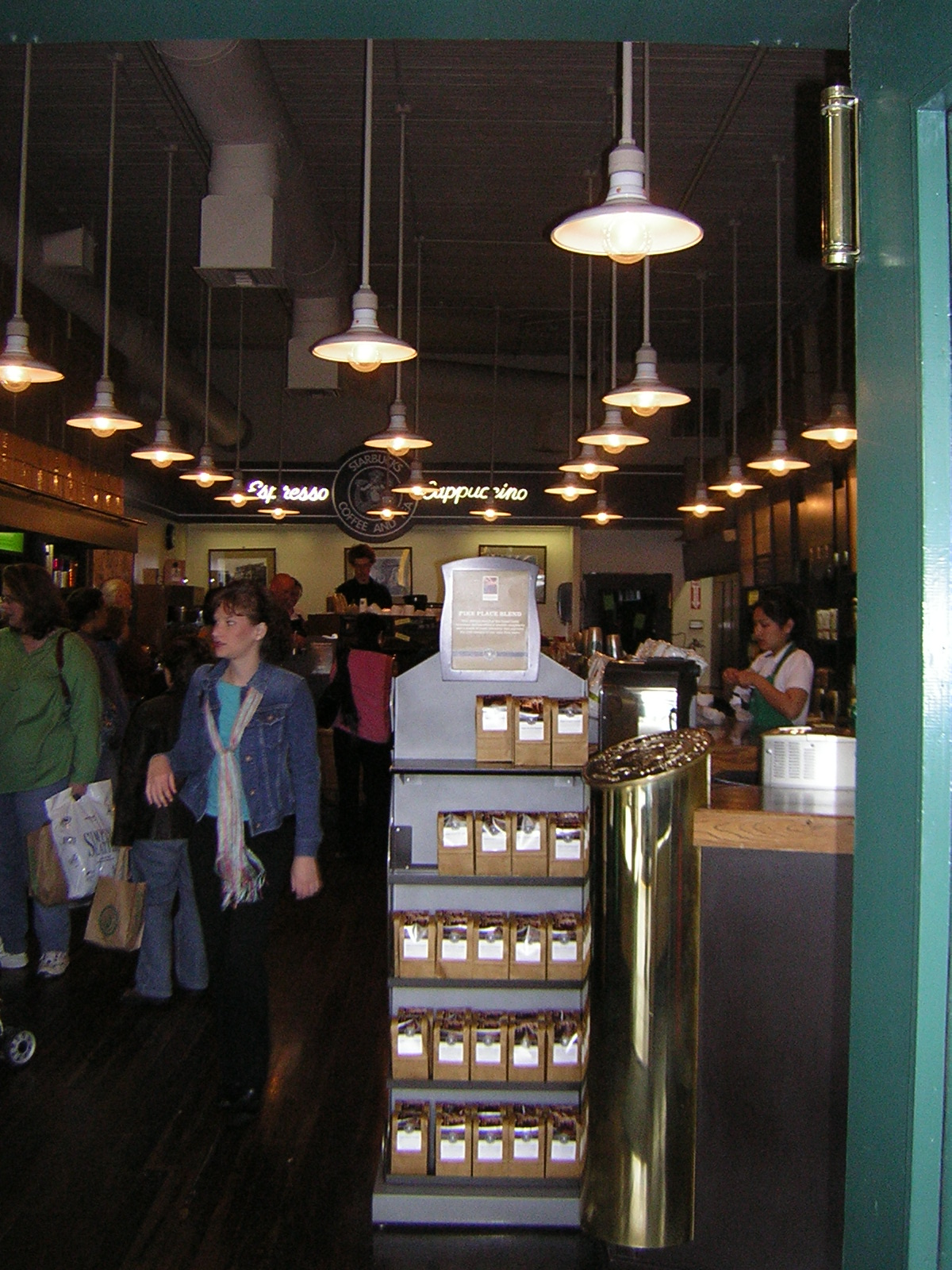
門口望進店內擺設

### 商標
星巴克的商標有2種版本，第一種版本的棕色的商標由來是由一幅16世紀斯堪地那維亞的雙尾美人魚（希腊神话中的塞壬）木雕圖案，她有赤裸乳房和一條可清楚看見的雙重魚尾巴。
後來星巴克被霍華德·舒爾茨所創立的每日咖啡合併，所以換了新的商標，第二版之商標，沿用了原本的美人魚圖案，但做了少許的修改，她沒有赤裸乳房，並把商標顏色改成代表每日咖啡的綠色，就這樣融合了原始星巴克與每日咖啡的特色的商標就誕生了。
目前位在美國西雅圖派克市場的「第一家」星巴克店舖仍保有原始商標，其內販售的商品也多帶有這個商標。這所謂的第一家事實上已經遷離原址，雖然仍在派克市場街上。
在2006年的9月，星巴克又重新讓棕色的商標復活，不過只限於熱飲的紙杯上。星巴克指出，公司是為了慶祝35週年紀念，並且象徵其商標來自美国西北部太平洋沿岸地区的傳承。但這個活動會在9月底結束，而且只限美國。
2011年1月，星巴克公佈新的商標，取消了舊商標的「STARBUCKS COFFEE」字環，僅保留中間的美人魚圖樣，改為綠色。同年3月起全面更換。但此新商標引起正反兩極的意見。

## 星巴克國際拓展
1996年，星巴克正式跨入國際，在東京銀座開了第一家海外咖啡店。袁明仁（2006）分析：「美國星巴克在全球的分店是根據不同市場情況作出不同的商業組織結構。目前有四種合作方式：獨資自營、合資公司、許可協議、授權經營。
- 獨資自營：星巴克通常持有100%股權，如在英國、泰國和澳大利亞等地的業務開拓；
- 合資公司：星巴克占約半股權，如在中國、韓國及日本等地的合作；
- 許可協議：星巴克占股權較少，一般在5%左右，如在香港地區，以及美國夏威夷等地的合作；
- 授權經營：在菲律賓、新加坡、馬來西亞、臺灣等市場，不占股份，純粹授權經營。[6]

星巴克咖啡全球业务（2022年10月）.

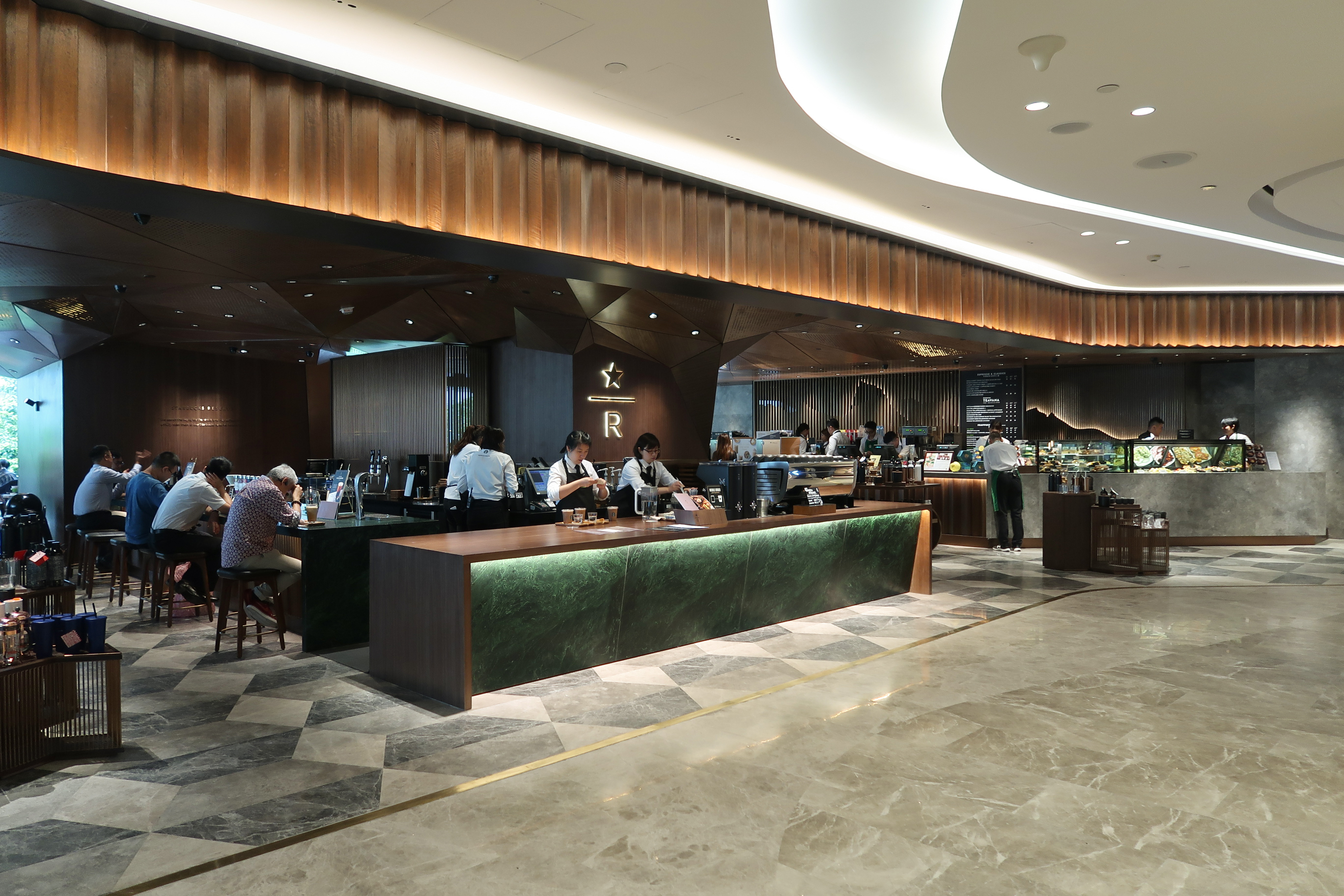
香港首間星巴克旗艦店在2018年開業，佔地5,500呎

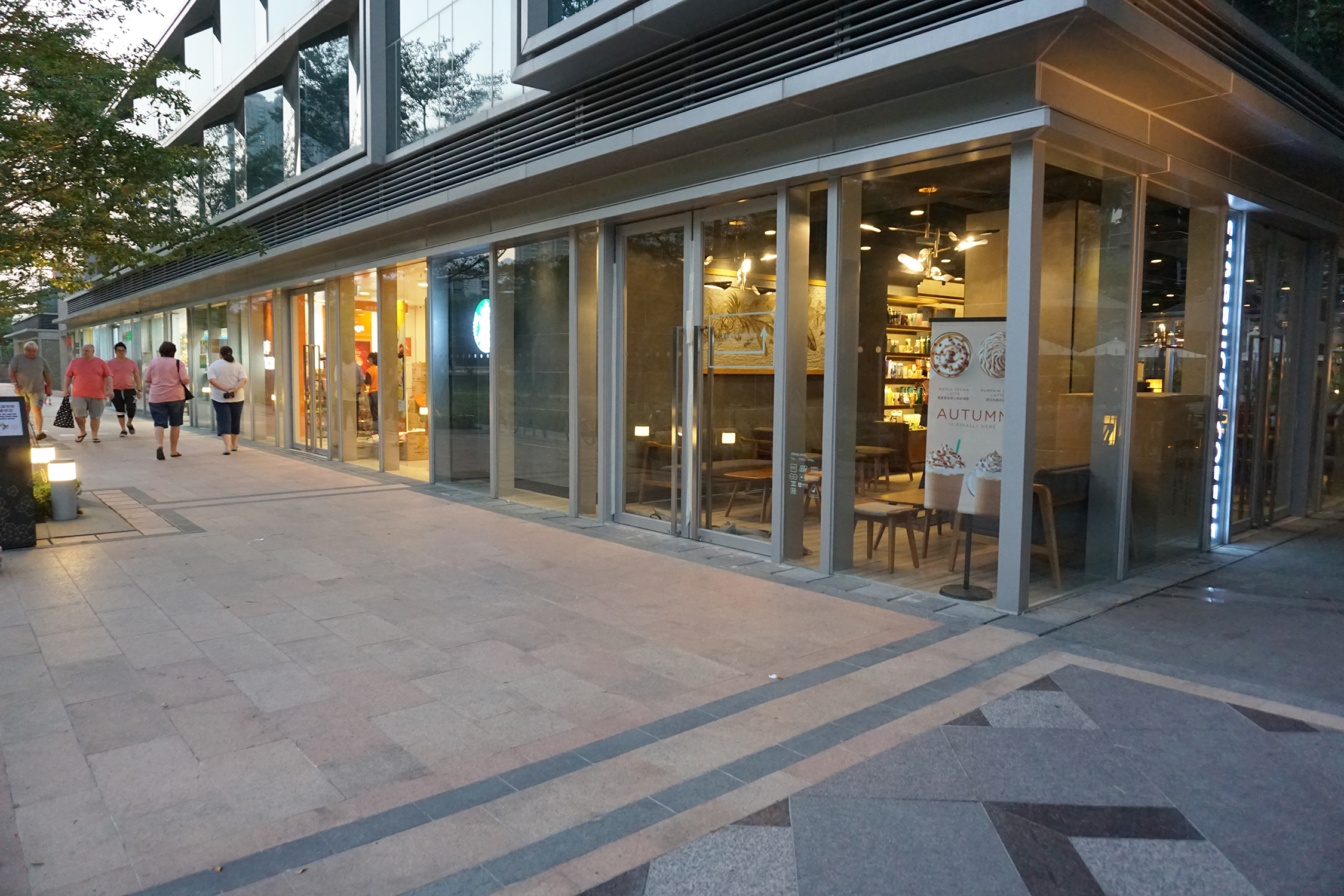
香港東環分店

星巴克的分店大多數是總公司直營的，星巴克公司內也有對於外資投資的一些禁令；但也有例外。台灣和香港有公司通過星巴克總公司的授權取得品牌經營權，台灣星巴克是由統一企業獨資的；廣東、香港及澳門的星巴克則是由美心集團獨資的「Coffee Concepts (Hong Hong) Limited」經營。星巴克總公司傾向加碼這些地區的持股，取得更大的主控權。沈阳、大连等城市的星巴克则是星巴克總公司的直营店。
截至2020年5月，星巴克在六大洲的79个国家和地区拥有约31,256个门店：

### 美國國內
| 北美洲         |
| -------------- |
| 美国（發源地） |

### 美國國外
| 歐亞                 |
| -------------------- |
|                      |
| 土耳其               |
| 俄羅斯（暫停商業中） |
| 非洲                 |
| 埃及                 |
| 摩洛哥               |
| 南非                 |
| 突尼西亞             |
| 南美洲               |
| 阿根廷               |
| 玻利维亚             |
| 巴西                 |
| 哥伦比亚             |
| 智利                 |
| 秘魯                 |
| 乌拉圭               |
| 大洋洲               |
|                      |
| 新西兰               |
| 亞洲                 |
| 中国大陆             |
| 臺灣                 |
| 香港                 |
| 澳門                 |
| 巴林                 |
| 柬埔寨               |
| 印度                 |
| 印度尼西亞           |
| 日本                 |
| 约旦                 |
| 科威特               |
| 黎巴嫩               |
| 马来西亚             |
| 阿曼                 |
| 菲律賓               |
|                      |
| 沙烏地阿拉伯         |
| 新加坡               |
|                      |
| 斯里蘭卡             |
| 泰國                 |
| 越南                 |
| 阿联酋               |
| 歐洲                 |
| 奥地利               |
| 比利时               |
| 保加利亚             |
| 賽普勒斯             |
| 捷克                 |
| 丹麦                 |
| 芬兰                 |
| 法國                 |
| 德国                 |
| 希腊                 |
| 匈牙利               |
| 爱尔兰               |
| 義大利               |
| 摩納哥               |
| 荷蘭                 |
| 挪威                 |
| 波蘭                 |
| 葡萄牙               |
| 羅馬尼亞             |
| 西班牙               |
| 瑞典                 |
| 斯洛伐克             |
| 瑞士                 |
| 英国                 |
| 北美洲               |
| 阿鲁巴               |
| 巴哈马               |
| 加拿大               |
|                      |
| 薩爾瓦多             |
|                      |
|                      |
| 墨西哥               |
| 巴拿马               |
| 波多黎各             |

## 星巴克特許經營商情況

### 新加坡
| 名稱                        | 備註         |
| 新加坡                      | 新加坡       |
| --------------------------- | ------------ |
| Coffee Concepts (Hong Kong) | 美心食品旗下 |

### 越南
| 名稱                        | 備註         |
| 越南                        | 越南         |
| --------------------------- | ------------ |
| Coffee Concepts (Hong Kong) | 美心食品旗下 |

### 柬埔寨
| 名稱                        | 備註         |
| 柬埔寨                      | 柬埔寨       |
| --------------------------- | ------------ |
| Coffee Concepts (Hong Kong) | 美心食品旗下 |

### 印尼
| 名稱                      | 備註 |
| 印尼                      | 印尼 |
| ------------------------- | ---- |
| PT Mitra Adiperkasa (MAP) |      |

### 馬來西亞
| 名稱                           | 備註 |
| 馬來西亞                       | 馬來西亞 |
| ------------------------------ | --- |
| 成功星巴克咖啡私人有限公司100% | 2014年8月10日成功食品與星巴克咖啡國際公司達成股權買賣協議（SPA），以約2億7951萬令吉收購成功星巴克私人有限公司剩餘50%股權。 |

### 印度
| 名稱                                      | 備註 |
| 印度                                      | 印度 |
| ----------------------------------------- | --- |
| 塔塔全球飲料公司（Tata Global Beverages） | 與印度最大企業Tata旗下組成各持有一半股份聯營公司，並於 2012年8月起在孟買及新德里開店，計劃在首12個月內開設50間店舖。 |

### 菲律賓
| 名稱                      | 備註   |
| 菲律賓                    | 菲律賓 |
| ------------------------- | ------ |
| Rustan Coffee Corporation |        |

### 泰國
| 名稱                       | 備註 |
| 泰國                       | 泰國 |
| -------------------------- | --- |
| Coffee Concepts (Thailand) | 2019年5月24日美心食品和星獅集團（F＆N）的合資公司Coffee Concepts（Thailand），以5億美元（約合160億泰銖）向星巴克購入泰國業務372家分店的獨家經營權,泰國星巴克2018年總收入創歷史紀錄新高，達76.75億泰銖，同比增長9.55%；淨利潤為10.78億泰銖，增長21.74%，美心將負責監督星巴克在泰國的零售業務和新店開發 |

### 緬甸
| 名稱                          | 備註         |
| 緬甸                          | 緬甸         |
| ----------------------------- | ------------ |
| Coffee concepts (Myanmar) Ltd | 美心食品旗下 |

### 中國大陸

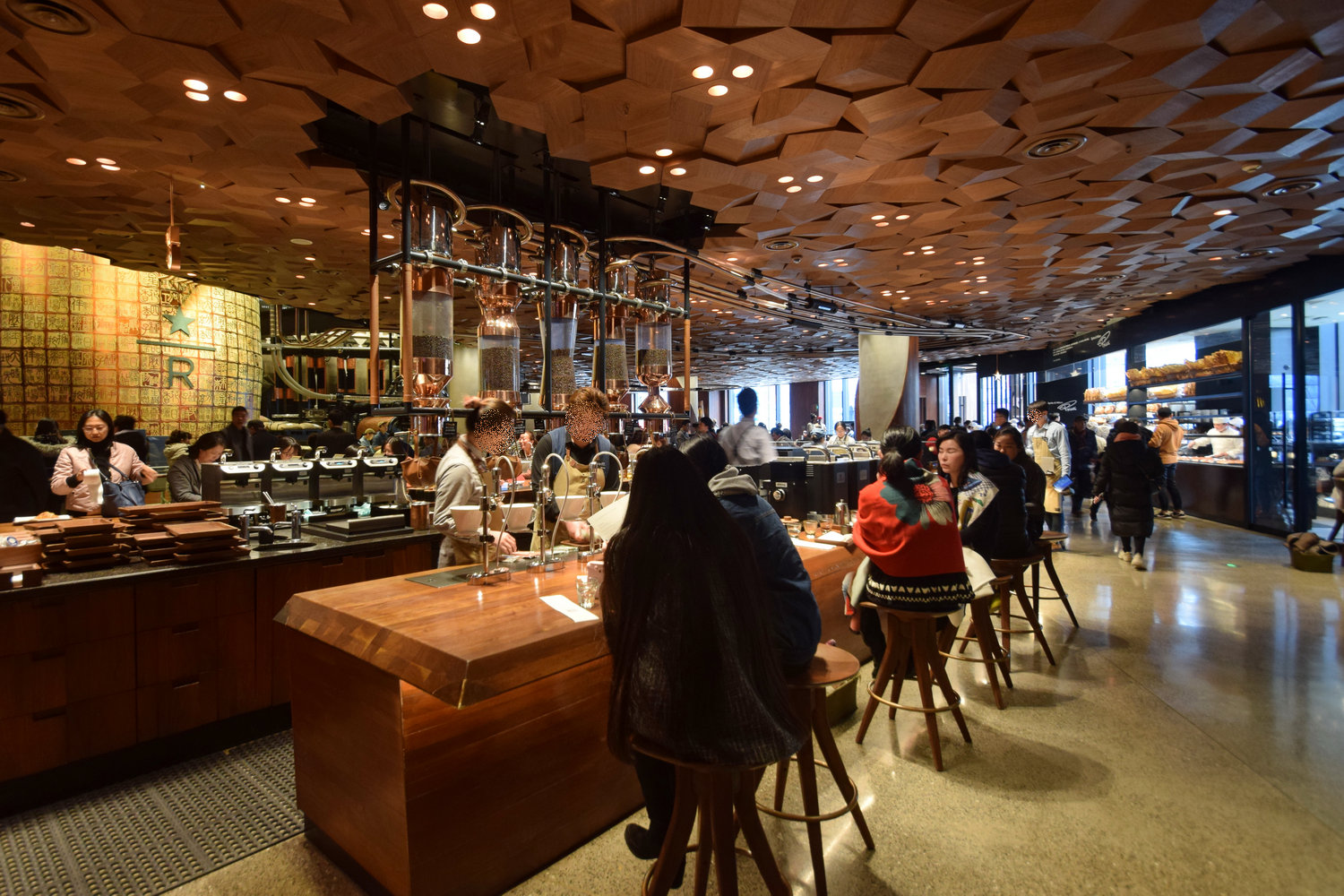
於2017年12月6日開業的星巴克臻选上海烘焙工坊是全球第二家星巴克臻选烘焙工坊。

1999年台灣寬達食品孫大偉取得星巴克咖啡中國區代理權，成立「北京美大咖啡有限公司」。隔年1月，美大咖啡在北京開設第一間星巴克咖啡門市。2000年進入上海，2002年進軍華南市場。
星巴克咖啡連鎖店主要與三家業者合資代理：美大、統一和美心。這三家代理商的市場區域劃分如下：北京美大咖啡有限公司取得中國北方的代理權（北京和天津業務），台灣統一集團取得苏浙沪地區的代理權，南方地區（香港、澳門、廣東、海南、深圳等）的代理權則由香港的美心公司取得。星巴克在四川成都及重慶則與美心集團共同合作開發市場，大連及青島等則由星巴克以直營的方式設立店面。
自2008年北京奥运会之后，星巴克股份有限公司收回了除苏、浙、沪、廣東等地区的一切代理权，改为直营。
2011年6月1日星巴克和美心食品簽訂協議，收購美心集團所持有的30%合資公司股權，從而獲得其在廣東、海南、四川、陝西、湖北和重慶業務100%所有權。
統一與統一超於2017年7月27日晚間7時同步召開重大訊息，兩家公司的董事長羅智先表示，包括兩岸統一星巴克都將有股權交易，將上海星巴克股權售予美國星巴克，並向美國星巴克購入台灣統一星巴克股權。統一表示，統一及統一超將分別出售20%及30%上海統一星巴克的股權給美國星巴克，並向美國星巴克分別購入20%及30%的台灣統一星巴克股權。在股權交易案完成後，統一及統一超將持有100%台灣星巴克股權。
2017年12月6日，星巴克臻选上海烘焙工坊開業，該店是星巴克全球第二家、美國以外第一家星巴克臻选烘焙工坊。截至2017年年末，整個中國大陸共有1,496家星巴克，僅上海就有超過600家星巴克，營收人民幣58億元。
2018年11月星巴克在中国内地进入了148座城市，总门店数量已经超過3,500家；截至2018年上半年，店数排名前12的城市依序为上海（663间）、北京（283间）、杭州（196间）、苏州（171间）、深圳（147间）、广州（145间）、成都（123间）、南京（99间）、宁波（95间）、武汉（93间）、天津（90间）与重庆（64间），其中上海于2017年已超越纽约，成为全球最多星巴克店数的城市。
2020年2月，因应2019冠状病毒病，中国内地168个城市的4,292间门店里，超过半数（2,000+）已暂时关闭。
2000年5月4日，上海淮海路力宝广场是上海第一家星巴克门店；20年之后，上海已经成为全球星巴克最多的城市。2020年9月9日，上海第800家星巴克门店在智慧湾科创园开业。
截至2020年9月，星巴克中国官网显示，星巴克已经在中国内地180个城市开设了超过4,400家门店，其中乌鲁木齐成为星巴克唯一未进驻的二线城市。
截至2023年，店数超过100间且排名前13的城市依序为上海（1,004间）、北京（479间）、杭州（359间）、深圳（275间）、广州（257间）、苏州（249间）、成都（205间）、宁波（174间）、南京（163间）、武汉（162间）、天津（148间）、重庆（128间）与西安市（115间），其中上海成为全球首个门店破千家的城市。

### 香港
| 名稱                                                | 備註         |
| 港澳地區                                            | 港澳地區     |
| --------------------------------------------------- | ------------ |
| Coffee Concepts (Hong Kong) Coffee Concepts (Macau) | 美心食品旗下 |

Coffee Concepts (Hong Hong) Limited於2000年2月8日在香港成立，最初由美國Starbucks Coffee International公司與香港美心食品有限公司合資，共同在香港開設經營星巴克門市。
2000年5月2日，香港首間星巴克咖啡店在中環交易廣場開幕。至2008年5月，第100間分店也在中環荷李活道開幕，香港分店數目至今已超過150家。其中在2009年6月11日開業，位於中環都爹利街的分店採用60-70年代香港傳統冰室設計，並獨家提供菠蘿油和紅豆砵仔糕餐單，成為旅客到港打卡熱點。該店將在2021年10月結業。
2011年6月1日，美心食品收購星巴克在香港及澳門業務的其餘股份，收購后美心將擁有星巴克在香港及澳門的100%經營權。
2018年3月27日中環ifc分店裝修後新增Reserve™ Coffee Experience Bar，推出咖啡精釀啤酒、紅、白酒和多款佐酒小食。當中亦有香港限定的酒精飲品，包括以咖啡豆與焦糖浸泡而成的Caramel Macchiato Cream Ale及以大麥啤酒和可可豆釀製而成的Mocha Brown Ale。同年6月22日在利園三期開設香港首間星巴克旗艦店，佔地5,500呎，設全港首個Starbucks Teavana Bar及Starbucks Mixology Bar，提供茶飲和咖啡酒。而且裝潢用上了370塊不同板型的幾何板塊仿效咖啡葉的形態，別具特色。

### 澳門
| 名稱                                                | 備註         |
| 港澳地區                                            | 港澳地區     |
| --------------------------------------------------- | ------------ |
| Coffee Concepts (Hong Kong) Coffee Concepts (Macau) | 美心食品旗下 |

澳門首間星巴克咖啡店於2002年8月在議事亭前地開幕，但於2013年5月24日後結業。至2020年，澳門星巴克分店數目有21間。

### 臺灣
| 名稱                     | 備註         |
| 臺灣                     | 臺灣         |
| ------------------------ | ------------ |
| 悠旅生活事業股份有限公司 | 統一集團旗下 |

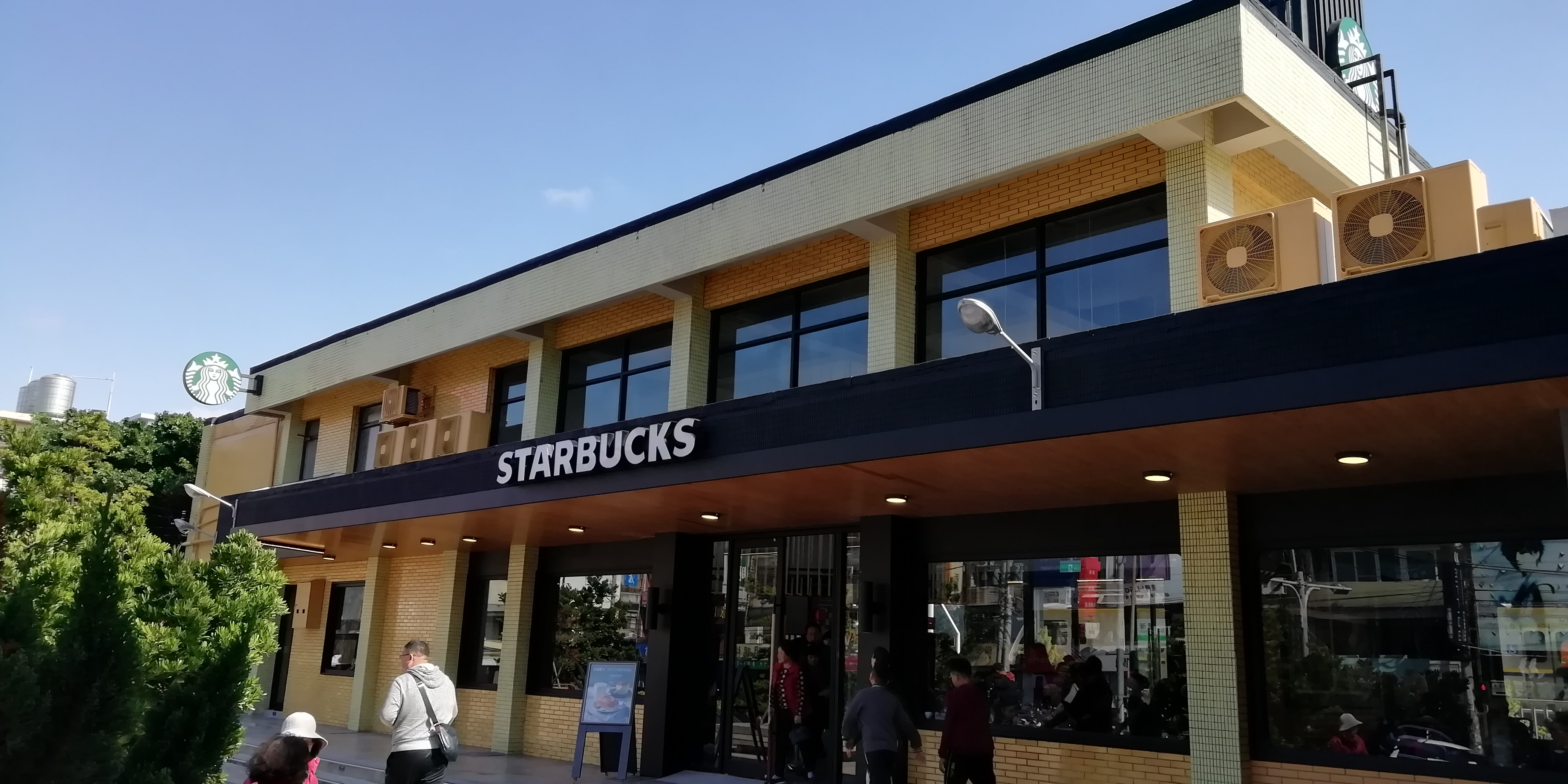
臺灣新竹縣新豐門市，設立於台鐵新豐車站舊址

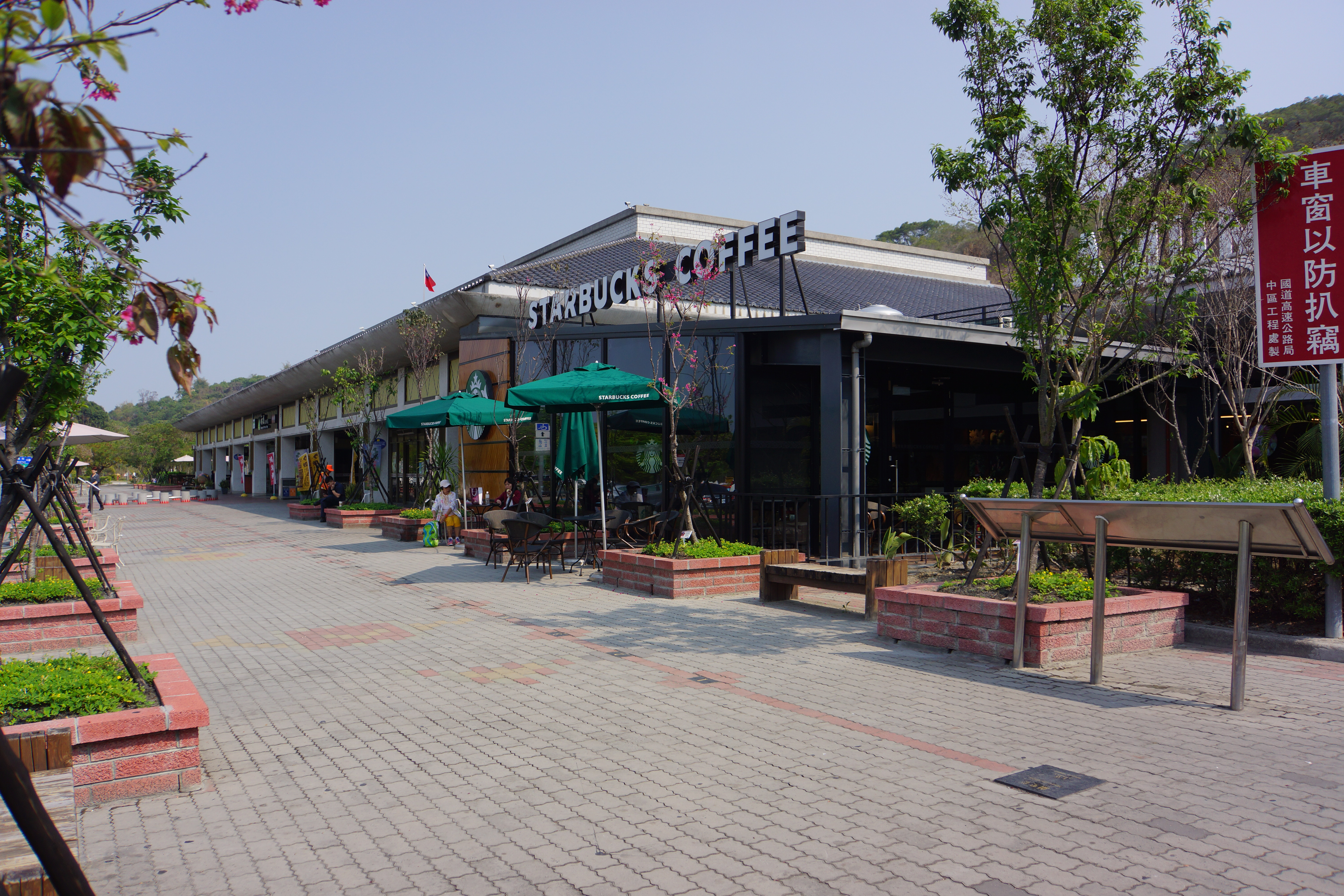
臺灣南投縣南投休息站門市，設立於南投服務區

統一星巴克股份有限公司於1998年1月1日正式成立，由美國Starbucks Coffee International公司與台灣統一企業及統一超商合資成立，共同在台灣開設經營星巴克門市。1998年3月28日，星巴克台灣第一家門市於台北市天母開幕；2002年，第100間門市─臺南市長榮門市開幕。2015年12月1日，全台灣已經有365家星巴克門市，其中119間座落於臺北市。星巴克在台灣有開設DT門市（Drive Thru─車道型門市）。2012年年營收更飆增至新台幣59.52億元、稅後淨利新台幣4.67億元、稅後每股盈餘13.1元，營收與獲利雙雙再創歷史新高。
星巴克中國暨亞太區總裁卡爾弗（John Culver）於2015年春季在接受《天下雜誌》專訪時表示，台灣一直是卡爾弗口中的亞太區優先市場（priority market），雖然小，但經營細緻。1998年星巴克剛進台灣時評估，整個市場頂多開出一百多家店，也就是每20萬人一間；但17年後，於2015年初全台已有365家星巴克，不但是台灣最大咖啡連鎖，並且預計2016年底前可開到四百家店、等於每6萬人口就有一家星巴克，比日本每12萬人一家店的密度還高。2014年，星巴克在台灣營收近新台幣70億元，一年來客數3,800多萬人次，較上一年度多了580萬人次的來客數。
2017年3月18日，第410間門市「澎湖喜來登門市」開幕，是星巴克事隔近9年後再度到澎湖開設門市。同年12月26日，第424間門市「馬祖門市」開幕，至此星巴克完成台灣各縣市都有開設門市。
統一企業與統一超於2017年7月27日晚間7時同步召開重大訊息說明會，兩家公司的董事長羅智先表示，將上海星巴克股權以合計401.08億新台幣售予星巴克，並以54.23億新台幣向星巴克購入統一星巴克股權。統一企業表示，統一及統一超將分別出售20%及30%上海星巴克的股權給星巴克，並向星巴克分別購入20%及30%的統一星巴克股權。在股權交易案完成後，統一及統一超將持有100%統一星巴克股權。統一星巴克於2018年1月成為統一企業100%轉投資公司，2018年3月更名為「悠旅生活事業股份有限公司」。
直到2020年9月，星巴克大台北地區有135門市，其中密度最高的是臺北市大安區，共有16家門市。2021年4月1日宜蘭頭城門市開幕，為星巴克在台的第500間門市。

## 公司荣誉
| 年份          | 獲提名 | 獎項                          | 結果    |
| ------------- | ------ | ----------------------------- | ------- |
| 2020年1月     | 星巴克 | 2020年全球最具价值500大品牌榜 | 第28位  |
| 2020年5月13日 | 星巴克 | 2020福布斯全球企业2000强榜    | 第288位 |
| 2022年5月23日 | 星巴克 | 2022年《财富》美国500强排行榜 | 第120名 |

## 星巴克文化

### 販售種類

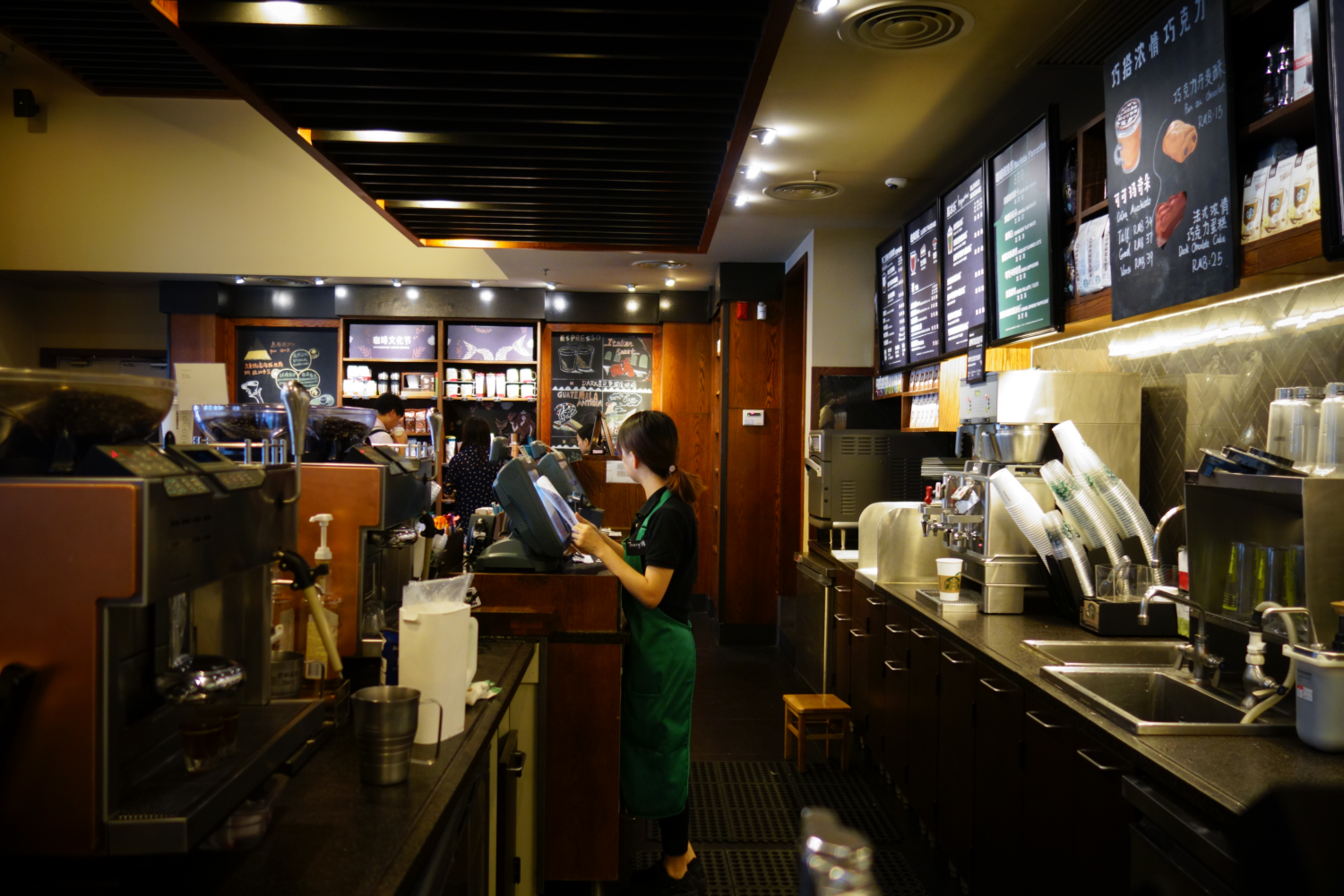
星巴克武汉楚河汉街店

星巴克提供多樣的咖啡種類，他們以一週為期，每週更換不同種類的咖啡豆，讓消費者以簡單的方式喝到不同種咖啡豆調和的咖啡（在美國稱Coffee of the week為每週咖啡），但並不是每個地方都是以週為單位，如台灣的星巴克只有每日精選（本日咖啡）。星巴克還有一系列的熱飲；包含咖啡類（如拿鐵）和非咖啡類（如熱巧克力）。冬季時才是星巴克熱飲的主要供應季，平時星巴克一種顯著的飲料獲利來源是自創的冷飲稱之為Frappuccino法布其諾；正式中文譯名為星冰樂。星冰樂是一種具有雪泥冰沙般綿密口感的飲料，可能會在飲品上加上一些鮮奶油和糖漿的製品作出極具特色的呈現方式。飲品系列中還有一區品項名為「茶瓦納」TEAVANA，茶瓦納系列中有抹茶、福吉茶、英式早餐茶及天然的花草茶系列。
星巴克自售的咖啡豆主要是在四個地方烘焙的，分別是：華盛頓州的肯特市、賓州的約克市、內華達州的卡森谷以及荷蘭的阿姆斯特丹。咖啡豆在烘焙之後馬上以真空包裝。這些包裝上都有裝置一個專利的壓力閥（風味鎖），為的是讓咖啡豆在包裝後仍可以繼續排出內部的氣體，但同時隔絕外部空氣進入。全豆（未研磨）和已研磨的咖啡豆則在星巴克全世界的分店或是簽約的零售商有販售。
為了帶給早期美國人體驗到美好的義式咖啡文化，對英語系國家而言，星巴克是一家喜好賣弄文字的公司。例如星巴克菜單上的容量表示為「short」、「tall」、「grande」和「venti」（義大利文的20）分別代表英文的「small」、「medium」、「large」和「extra-large」（小、中、大、特大）。雖然大部分的咖啡調理師（星巴克用語：barista；源自義大利文）會遷就顧客使用傳統英文的容量表示，但是也有很堅持的調理師。在中文之中、大、特大就是一般星巴克店裡的表示法。
除了容量之外，星巴克可以接受顧客對飲品調理的個別要求。最基本的如：可以選擇低咖啡因咖啡、使用低脂牛奶、脫脂牛奶或豆奶、少或去冰、少或去糖，可能進階的會被稱之為「隱藏菜單」，除了在添加配料上面動手腳之外，比如冰山美式，甚至連卡布奇諾的泡沫都可以選擇dry厚或wet薄。
| 容量                                               | 容量                           |
| 星巴克冷飲容量（包含 Frappuccino 星冰樂）          | 星巴克熱飲容量                 |
| -------------------------------------------------- | ------------------------------ |
|                                                    | Short、小（8 fl. oz./ 236 ml） |
| Tall、中（12 fl. oz./ 355 ml）                     |                                |
| Grande、大（16 fl. oz./ 473 ml）                   |                                |
| Venti、特大（20 fl. oz./ 591ml）                   |                                |
| 此為美國星巴克容量，飲品容量供應可能因為地區而不同 |                                |

### 店面和店員
星巴克的一家店的店面會有2-5位barista（或稱partners，這是星巴克對其店員的稱呼）。每一間店有多個值班經理（Shift Supervisor）、一個店副理及一個店經理。穿黑色圍裙的Baristas被稱為「咖啡大師（Coffee Master）」。具備咖啡大師資格的barista表示他們經過高水準且嚴格的咖啡相關訓練，這些訓練包括：種植咖啡、烘焙咖啡、調理咖啡以及採購咖啡豆（包括研習咖啡豆的國際公平贸易原則）。星巴克原來規定店員（partners）必須升職至值班經理，店副理或店經理一職才可以受訓成為咖啡大師；不過這項規定已經改變，現在就算店員也可以成為咖啡大師。

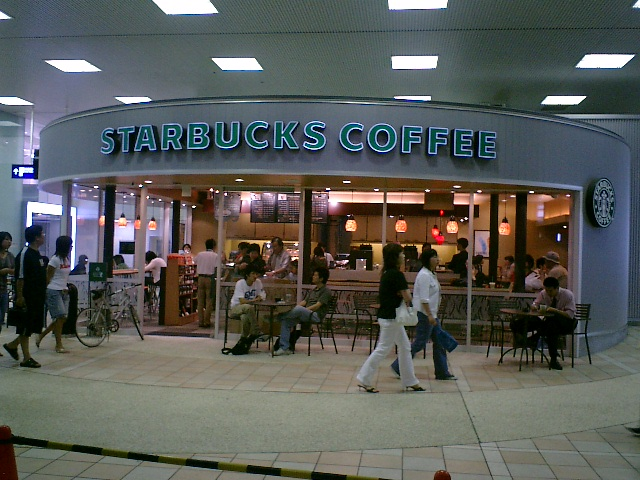
於日本大阪天満橋星巴克分店
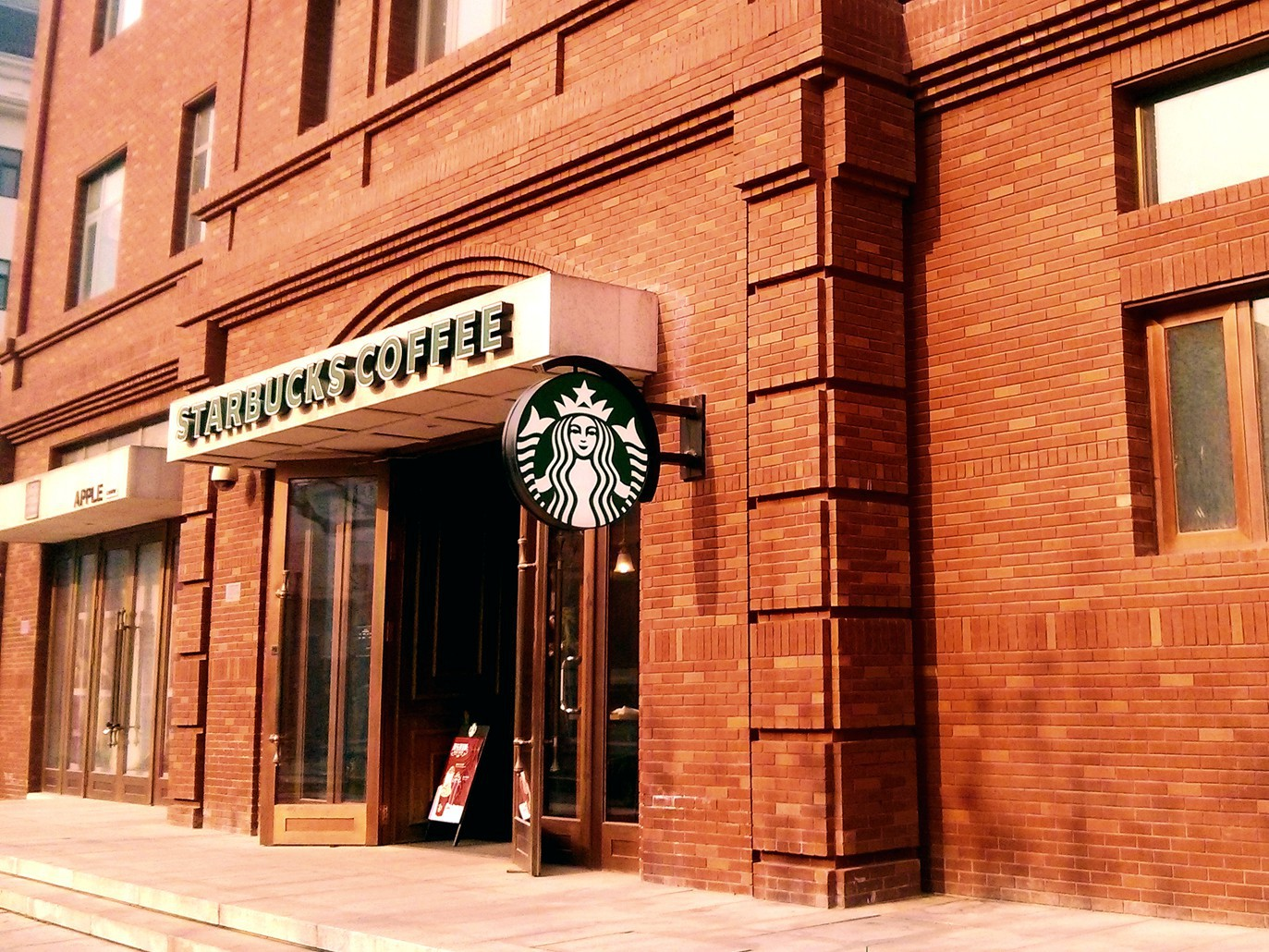
中国天津泰安道五大院店
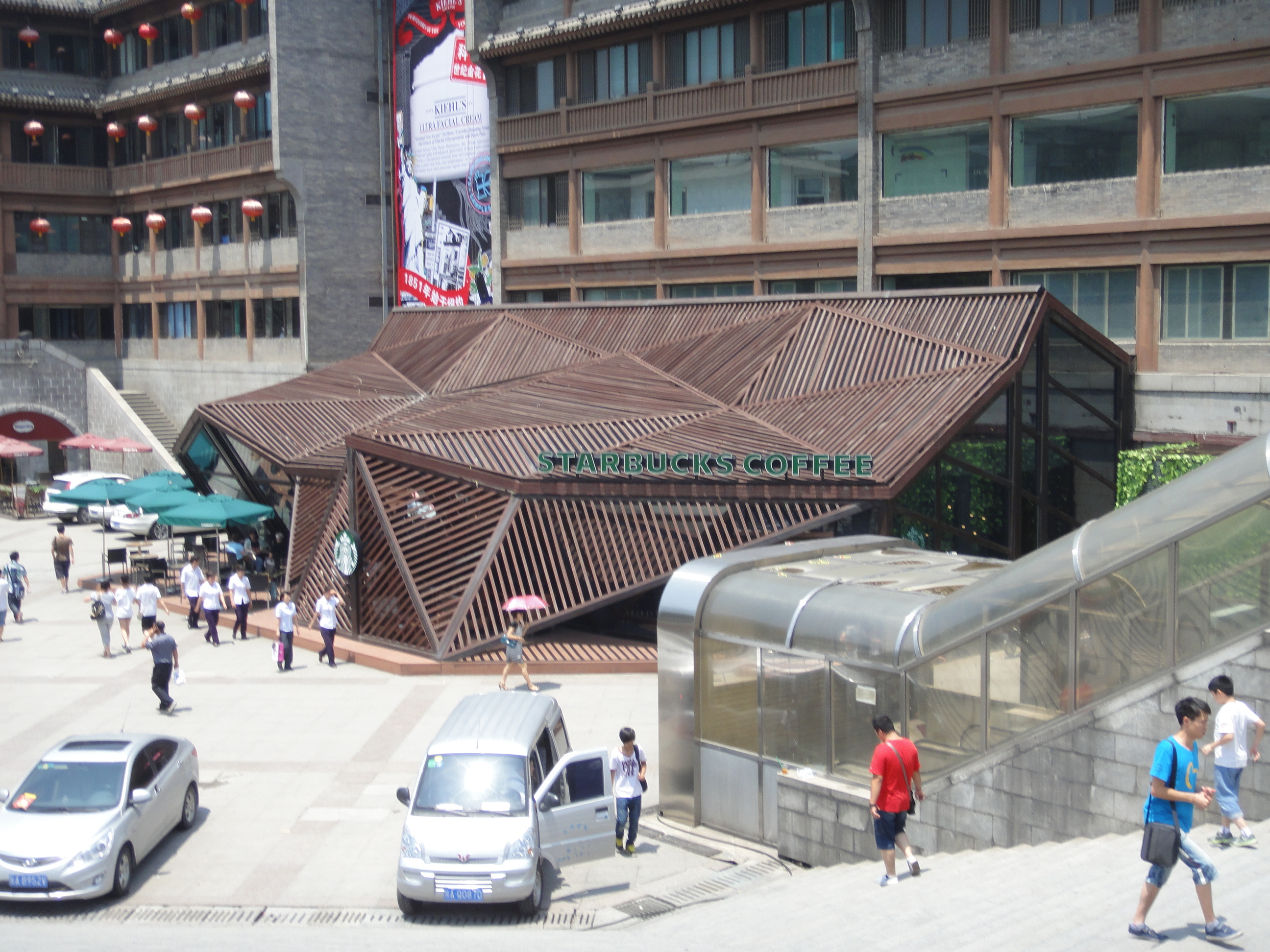
于中国西安的一家星巴克分店
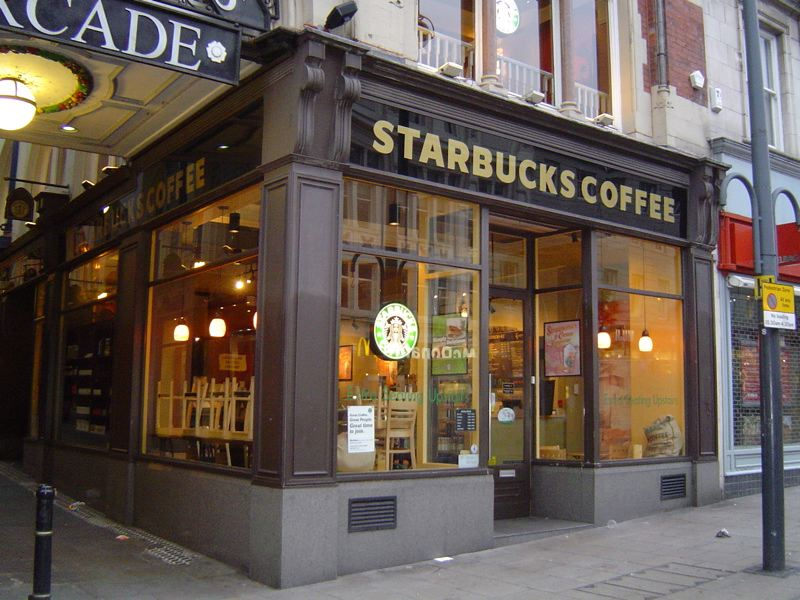
於英國利茲星巴克分店
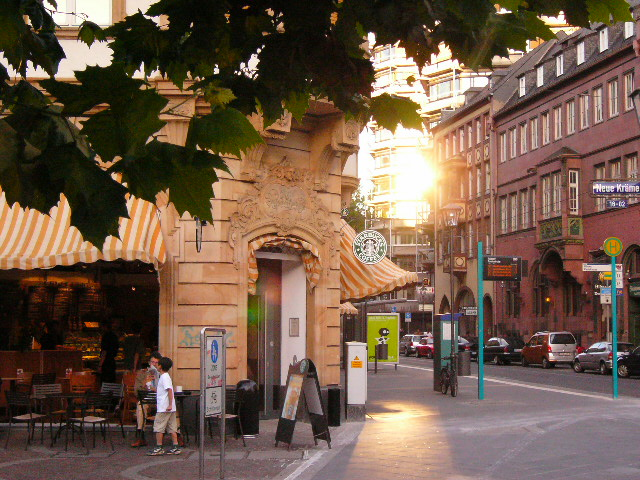
於德國法蘭克福星巴克分店
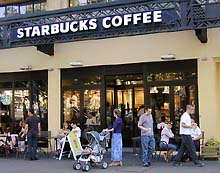
於法國巴黎星巴克分店
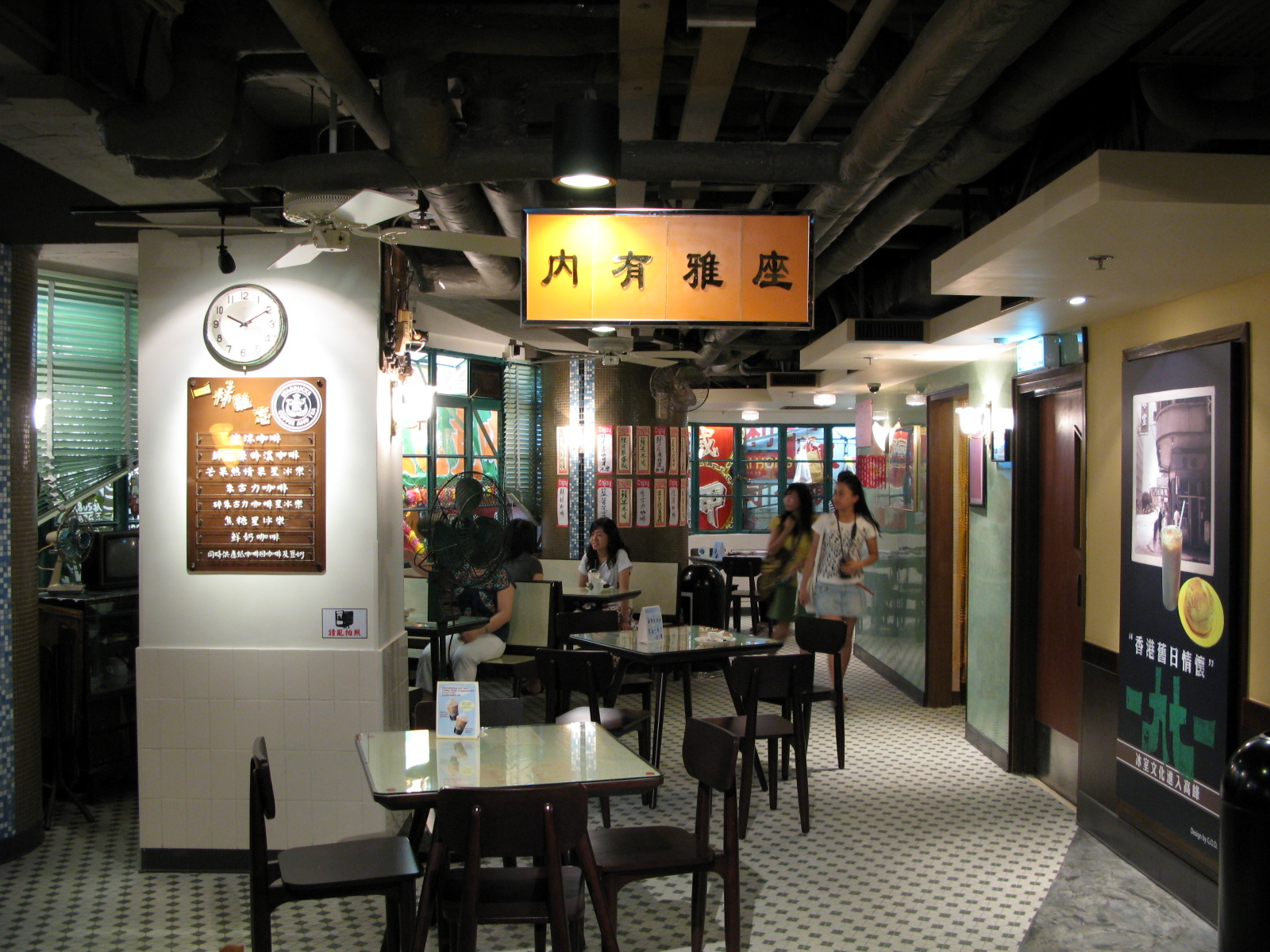
於香港中環都爹利街星巴克分店採用60-70年代香港傳統冰室設計

在星巴克的櫃檯部分分成三個主要部分：
- 點餐結帳區：

這裡是供顧客點餐的地方，顧客在點完想要的飲料或是點心後就可以結帳。如果有星巴克卡片(Starbucks Card)的話可以用卡片結帳。
- 飲料區：

這一區通常會分成兩個部分，不過是在櫃檯後，所以顧客是看不到的。這兩區分別是冷飲區和熱飲區，調製冷飲（如星冰樂）與熱飲（如：每日咖啡）的地方。如果冷熱飲某一區的飲料供應量變多就會多一個店員單獨負責一區；一般的情形是兩個人負責一個飲料區。
- 咖啡豆及甜點區：

這一區通常就在點餐結帳區隔壁，咖啡豆區會有標明這個星期所供應的飲料使用的咖啡豆；或者是告訴你咖啡經過哪幾步驟才能烘焙而成，並且會放各個步驟不同的豆子。而甜點（通常是蛋糕）就放在一個透明冰櫃之中。
一個星巴克店員主要有三個任務要執行，一個是在點餐結帳區的工作，再來就是飲料區以及漂浮物的製作（如：卡布奇諾上的泡沫或是星冰樂上面的奶油）。除此之外，還有像清掃和搬運貨物的雜項。
一般店內一個區域會有兩個店員，如果是夏季或是店內人數增多，冷飲或熱飲區就會加派人手。有些店面還會專門指派一個店員專門負責星冰樂的製作，也有的店會增加一個負責管帳的店員。有些星巴克有得來速（開車點餐）的服務，一個得來速櫃檯一般有1至4名店員，端看生意熱絡程度而定。得來速的櫃檯一般較高，主要是為了方便櫃檯同時供應店內和車上顧客的餐點。
店員之上就是「值班經理」，一般是較資深的店員才能升至此一職位，值班經理在店經理不在的時候需負責代理經理的職務。有時店員人手不足之時，監督也必須負責櫃檯的工作。
星巴克公司的市場定位是將其店面定位成一種生活中的第三生活空間，也就是定位介於顧客的家和工作場所的地方。他們希望將每一家星巴克佈置的簡單舒適。每一家星巴克除了木製的硬椅，也有靠牆的軟沙發。有些星巴克店面會提供插座讓使用筆記型電腦或是隨身聽的顧客充電。
星巴克非常重視他們的禁菸政策，除了某些地方例外。德國就是其中一個例子，因為在德國很少會有吸煙的限制，為了市場策略他們不得不妥協。在維也納的一家星巴克有一種折衷的辦法，他們設了一個吸煙區，和一般的區域有所間隔。雖然有例外，星巴克其實是非常堅持的，他們聲稱香菸的味道會壞了咖啡的原始香味，也基於同樣原因，禁止員工擦味道重的香水。
在台灣，所有店面皆有免費Wi-Fi無線網路。在中國大陆大多可以提供免費无线上网。
在香港，位於中環都爹利街分店更破天荒與本地著名品牌 G.O.D. 合作，在該分店採用60-70年代香港傳統冰室設計。如馬賽克紙皮石、傳統的餐單水牌、茶餐廳卡位、以至半掩白布的鳥籠等。 香港 分店只要購買飲料，即可免費使用由 PCCW-HKT 提供之 wifi 服務。

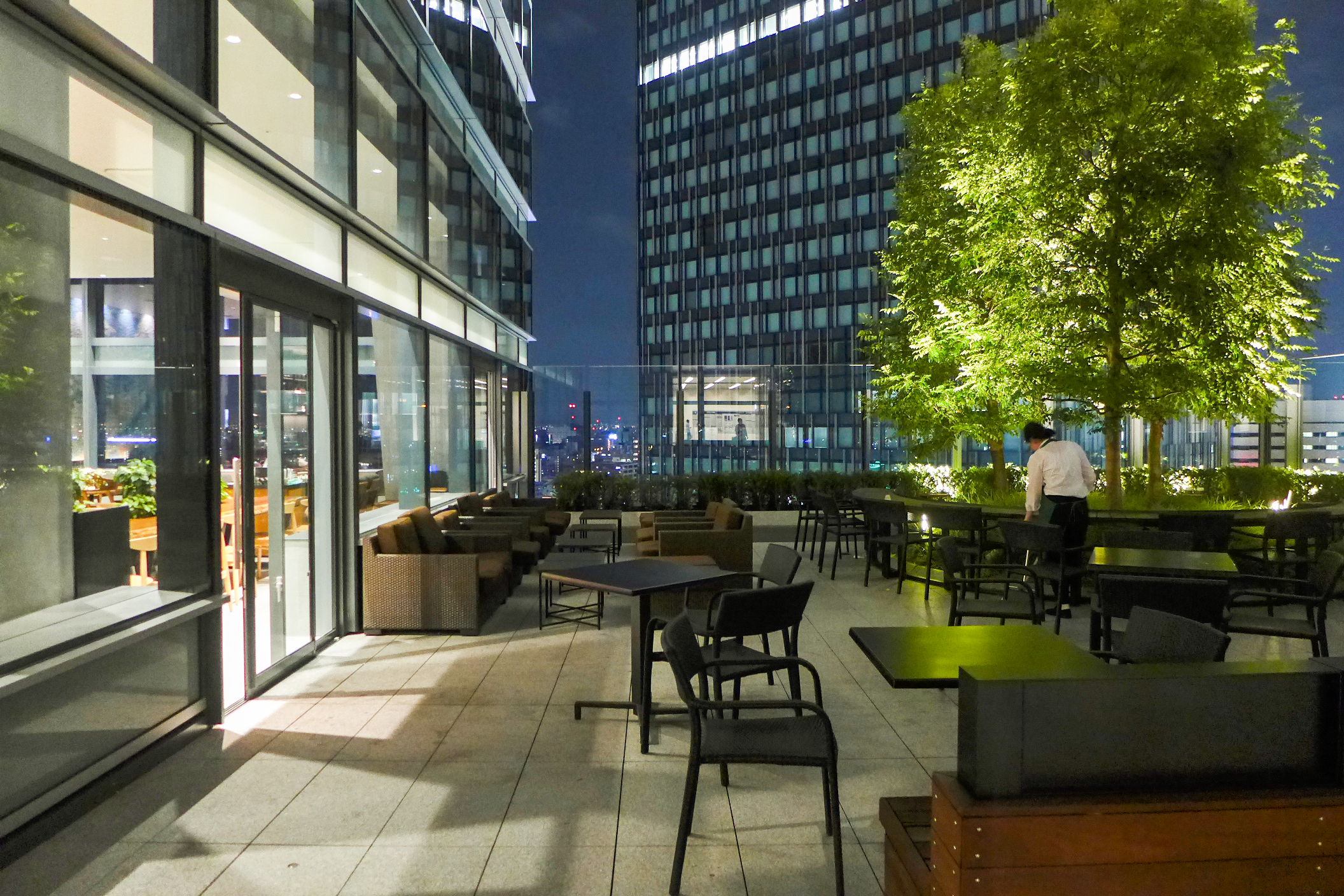
2017年，位於名古屋市JR Gate Tower15樓設日本目前最高的星巴克，並設露天花園

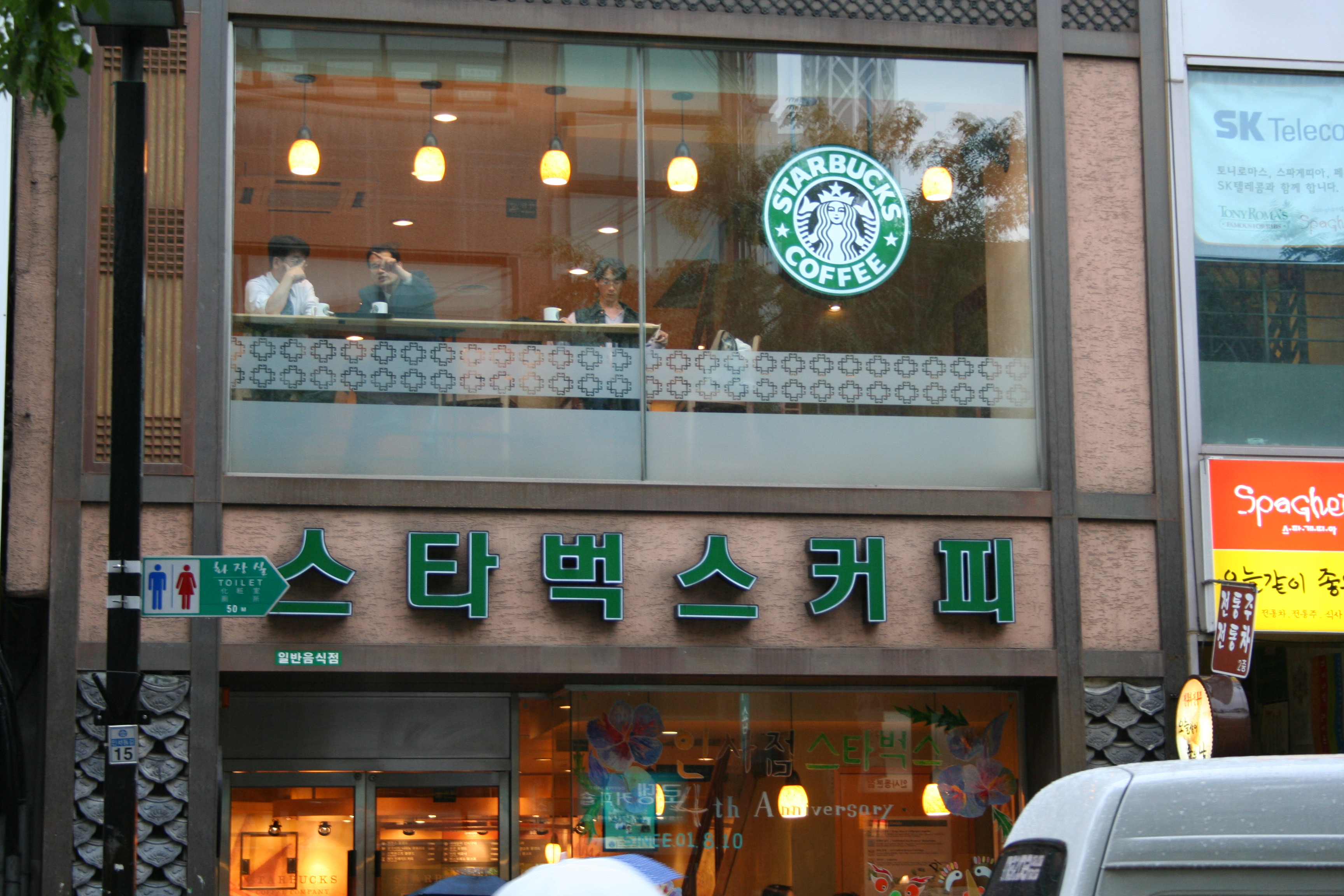
首爾仁寺洞分店採用韓文標示的星巴克商標，是全球仅有的一家采用韩文标识的星巴克门头。

### 城市杯
星巴克城市杯是一種帶有星巴克特色的特有紀念收藏品，在全球的星巴克咖啡店内販售。主要有馬克杯（3oz, 16oz）及隨行杯（12oz），這種杯首先出現在1994年，並取得了巨大的成功。目前已有上千種城市杯在全球61個國家和地區内出現，並且有的城市杯的價格已經超過1000美金。

### 隨行卡
星巴克隨行卡是一種預付儲值卡，可於網站上註冊後查詢消費記錄及可用金額，每個國家所推出的隨行卡，各有不同的優惠回饋方案。

目前有發行的國家和地區包括：

#### 美國國內
| 美洲 |
| ---- |
| 美国 |

#### 美國國外
| 亞洲       |
| ---------- |
| 中国大陆   |
| 香港       |
| 臺灣       |
| 印度尼西亞 |
| 印度       |
| 日本       |
|            |
| 菲律賓     |
| 新加坡     |
| 马来西亚   |
| 泰國       |
| 美洲       |
| 巴西       |
| 加拿大     |
| 歐洲       |
| 奥地利     |
| 捷克       |
| 英国       |
| 德国       |
| 瑞士       |
| 法國       |
| 希腊       |
| 大洋洲     |
|            |

## 公司管理成員

### 目前的成員
| 中文名                 | 英文名                 | 備註                   |
| 星巴克董事會目前的成員 | 星巴克董事會目前的成員 | 星巴克董事會目前的成員 |
| ---------------------- | ---------------------- | ---------------------- |
| 吉姆·唐納德            | Jim Donald             |                        |
| 巴巴拉·貝絲            | Barbara Bass           |                        |
| 霍華德·貝荷            | Howard Behar           |                        |
| 比爾·布雷德里                  | Bill Bradley           |                        |
| 米勒迪·哈普生          | Mellody Hobson         |                        |
| 歐德·李                | Olden Lee              |                        |
| 格雷戈·麥菲            | Greg Maffei            |                        |
| 詹姆斯·休爾            | James Shennan          |                        |
| 傑米爾·德魯            | Javier Teruel          |                        |
| 馬龍·奧門              | Myron Ullman           |                        |
| 凱吉·衛斯洛普          | Craig Weatherup        |                        |
| 张蔚                   | Wei Zhang              | 2023年10月1日生效      |

### 已離開成員
| 中文名      | 英文名         | 備註                          |
| 已離開成員  | 已離開成員     | 已離開成員                    |
| ----------- | -------------- | ----------------------------- |
| 霍華德·蕭茲 | Howard Schultz | 於2023年9月13日辭任董事會職務 |

## 星巴克社會事件

### 美國國內

#### 美国

##### 爆炸案
2009年5月25日凌晨，紐約上東城區所羅門·古根漢美術館附近的一家星巴克咖啡館發生爆炸案，無人傷亡。一名未成年嫌犯於該年七月落網，據報載，該名嫌犯動機為模仿電影鬥陣俱樂部男主角布萊德彼特在片中攻擊大企業的行為。

##### 癌症警告标签
2010年毒理学教育和研究委员会（the Council for Education and Research on Toxics ，简称CERT）起诉90家咖啡业者，其中包括星巴克，指他们违反加州条例，没有警告消费者，他们的咖啡产品含有可能致癌的化学物。咖啡豆在烘烤的过程中会产生一种化学物质——丙烯酰胺（Acrylamide），已有动物实验证明这种物质会破坏DNA并引发癌症。2018年3月，洛杉矶高等法院法官伯利在裁决中指出，星巴克和其他咖啡公司未能证明，在烘焙咖啡时产生的一种化合物的威胁是微不足道的，因此必须在产品贴上癌症警告标签。

##### 費城星巴克種族歧視
2018年4月13日，兩名未消費黑人男子在星巴克店內等朋友的期間要求使用廁所，但店員告知只有客人才能用，接著請兩名男子離開，兩人拒絕離開，結果店員報警逮補兩人。此事引發軒然大波，迫使星巴克於同年5月29日關閉全美國8000多家自营门店門市半天,以實施員工反种族歧视教育訓練。

### 美國國外

#### 臺灣

##### 清潔劑咖啡事件
2008年10月22日早上，台北車站星巴克捷運門市，據星巴克在事後聲稱，因晚班員工未完成清洗不鏽鋼咖啡機的標準作業流程，導致早班員工使用到含有濃縮清潔劑的咖啡機去煮咖啡。受害者聲稱星巴克事後用三張咖啡兌換券和蛋捲乙盒打發被害人，將咖啡回收消滅證據後並未履行承諾提供受害者檢驗報告，直到事件曝光才改口願賠新台幣6000元，但受害者未接受，執意要星巴克提出食用該清潔劑對人體無害證據與咖啡檢驗報告。另有報導指出，星巴克承認錯誤並陪同就醫且有意願賠償，但消費者求償新台幣300萬元超過預期，雙方係因對賠償認知不同導致受害者求助網路與媒體。

#### 香港

##### 香港中文大學學生反對星巴克進駐校園
2012年，星巴克於香港中文大學善衡書院校園開設咖啡角，中大學生會及校友於網上發起杯葛行動，抗議星巴克經營手法無良，為利益不惜壓榨、剝削農民，又惡意打擊競爭對手。其後更組成「中大反Starbucks行動」，約30名成員曾於校內遊行，要求星巴克撤出香港中文大學。事件引起香港社會討論星巴克文化及全球化問題。星巴克發聲明否認指控，指集團2011年以平均每磅2.38美元購入咖啡，高於市場價，其中有8%是經公平貿易認證的咖啡，此比例在全球屬前列。

##### 中銀大廈分店咖啡用水事件
位於中環中銀大廈地下大堂的星巴克分店，於2011年開業。2013年5月，多間傳媒發現該店2年來一直從距離咖啡店逾70米外的大廈停車場男廁取水沖咖啡，供該店取水專用的水龍頭與尿兜相距只有5呎，店鋪污水亦會推回廁所傾倒。食環署接獲市民投訴後到該店視察，指該店「取水的方法及地點不符合規定」，向負責人發出警告，要求立即糾正，並表示會再跟進及採取適當行動。香港星巴克發言人回應，2011年租用中銀大廈時，已知悉該位置沒有直接水源，只能從中銀大廈提供的最近水源取水，食水均經過先進的過濾系統確保乾淨才使用，該店亦已立即改用蒸餾水沖調咖啡。

##### 在反對逃犯條例修訂草案運動中成為抵制目標

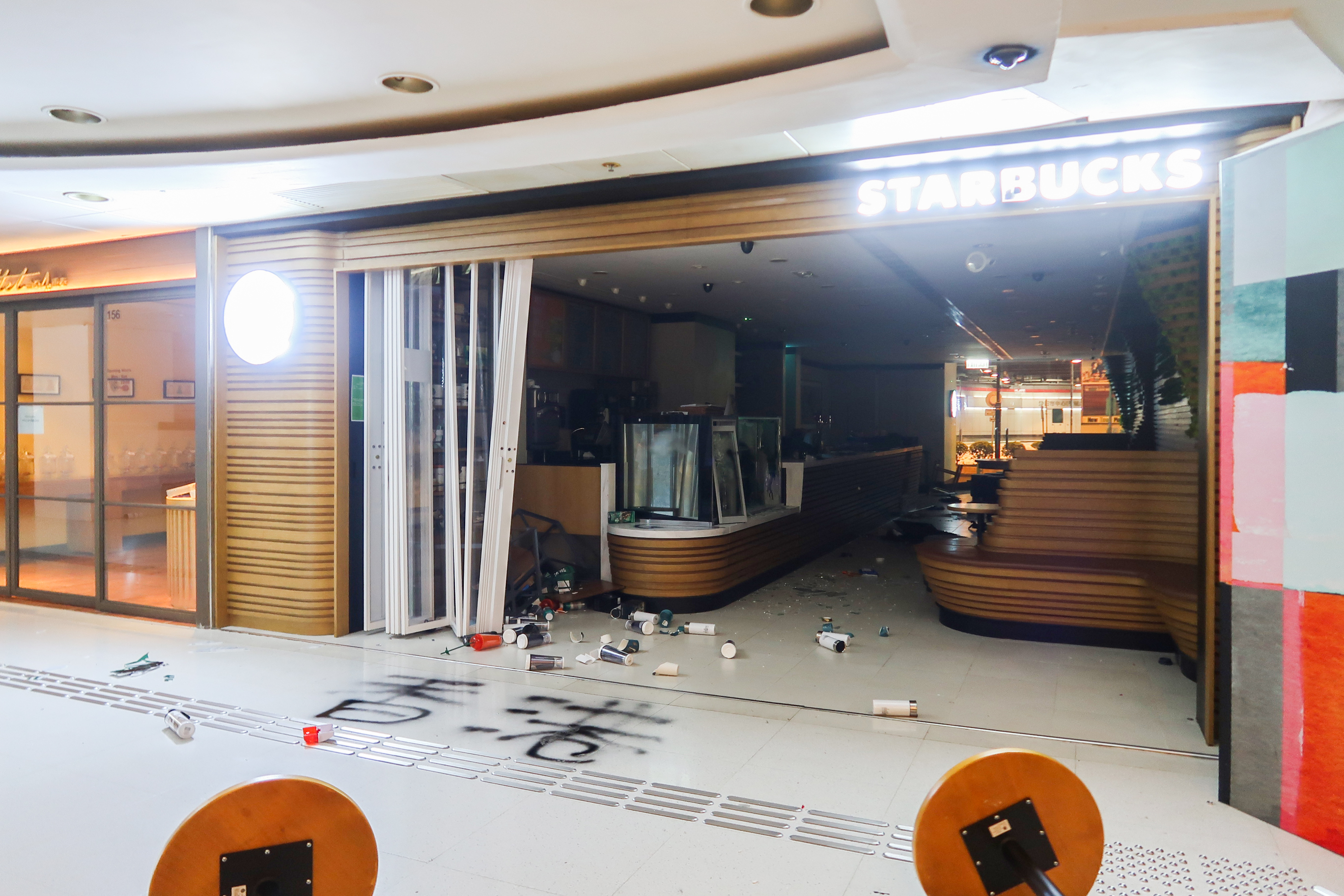
2019年10月4日，香港星巴克新城市廣場分店被不知名人士破壞。

反對逃犯條例修訂草案運動持續多月，甚少在海外社會議題發聲的星巴克，其港澳地區特許經營商美心集團之創辦人女兒伍淑清，曾多番發表支持政府及反對示威者的言論。例如於2019年8月25日播出的中国中央电视台《新闻联播》中，伍淑清指出近期在香港不断发生的暴力事件严重损害香港的形象，打击香港的经济和民生，并告诫香港的年轻人，不要受到「外部势力的蛊惑」，参与违法活动。9月3日，小西灣中華基金中學學生及校友指，前校監伍淑清在罷課安排會議上，威脅將勒令參與罷課的學生退學及辭退參與的教職員。9月10日，伍淑清在联合国出席人权理事会第42届常规会议，并发表题为《香港的真实情况》的演讲。伍淑清接受记者采访时表示“香港所發生的一切正深刻地影響著每一個家庭和社區。暴力示威者破壞了所有香港市民的和平生活，給香港的經濟和國際形象造成巨大的損害”。示威者聲稱美心集團支持北京及反對抗議活動，由美心集團經營香港星巴克因此開始成為抵制目標。2019年10月4日，香港政府動用《緊急法》訂立《禁止蒙面規例》，部分激進示威者進一步對香港星巴克門店及其他支持北京反對抗議活動的店舖進行破壞。而較溫和的示威者則加強對香港星巴克的抵制，把其標籤為「藍店」，呼籲不要光顧。

#### 中国大陆

##### 星巴克商標事件
2000年，與美國星巴克（星源）合資的統一星巴克進入上海市場，發現上海已有兩家「上海星巴克」咖啡，其中文名稱及門店商標等均與原公司高度類似。由於星源公司在與統一星巴克一同進軍上海前已經以「Starbucks」註冊商標與圖樣，因此在2003年，以星源公司出馬，控告上海星巴克，纏訟數年後，上海市高級人民法院於2005年12月30日，判決上海星巴克咖啡館有限公司侵犯美國星巴克名稱權成立。

##### “央视批星巴克咖啡暴利”事件
央视记者在报道中称，对比北京、伦敦、纽约、孟买的星巴克一款354毫升拿铁咖啡的价格，北京最贵27元，孟买的最便宜，只有人民币14.6元，在伦敦和芝加哥的售价分别合人民币24.25元和19.98元。央视还声称，中杯“拿铁咖啡”成本不足4元，却在北京卖27块一杯，星巴克在中国的利润率远远高于欧美市场。
但是央视的做法，引起大批的反对声音，反对者认为央视低估公众经济学常识，缺乏财务学常识。

##### 蛋糕內含偶氮二甲胺事件
2015年12月4日，微信朋友圈中流傳着《星巴克承認：在中國所售糕點含致癌橡膠鞋底原料》的文章。文章指出，星巴克承認在中國所售糕點中含有偶氮二甲胺成分，这种成分是一種工業泡沫塑料發泡劑，用作橡膠鞋底或者人工皮革。事后，星巴克中國表示，该公司所经营的餐厅所出售的食品是安全的，完全符合中國食品安全法律法規。

##### 使用过期食材事件
2021年12月13日，《新京报》报道称，该报记者在江苏省无锡市两家星巴克门店卧底调查发现，星巴克部分门店出现食材过期后仍然使用、主管、店员篡改保质期、保质期仅一天的糕点第二天偷偷上架等问题。星巴克中国对此回应表示，已经开始内部调查。目前当地相关部门也正在店内调查。无锡市市场监管局也已行政约谈星巴克负责人，责成2家涉事门店停业整改。

##### 驱赶警察事件
2022年2月13日下午5点左右，星巴克重庆磁器口门店驱赶了在店门口吃饭的警察，声称“影响品牌形象”。次日，星巴克中国官方微博声称不存在网传的“驱赶民警”及“投诉民警”的情况。该解释遭到多数网民的质疑；涉事门店门口被人摆上白花和冥币，还被投掷鸡蛋，保洁人员欲清理时被在场抗议者劝阻。

## 相關著作
| 年份   | 書名                                                                                           | 作者                                                                      | 譯者           | 出版社     | ISBN                   |
| ------ | ---------------------------------------------------------------------------------------------- | ------------------------------------------------------------------------- | -------------- | ---------- | ---------------------- |
| 1998年 | 《STARBUCKS咖啡王國傳奇》                                                                      | 霍华德·舒尔茨、朵莉·瓊斯·楊（Dori Jones Yang）                            | 韓懷宗         | 聯經       | ISBN 978-957-08-1791-1 |
| 2005年 | 《複製星巴克：店鋪經營的藝術與科學》                                                           | 亞瑟·魯賓菲爾（Arthur Rubinfeld），柯林斯·海明威（Collins Hemingway）合著 | 溫瑞芯         | 培生       | ISBN 978-986-154-201-0 |
| 2005年 | 《我姐姐是位咖啡師傅》香港特別版                                                               | 約翰·西蒙斯（John Simmons）                                               | 李陽           | 香港三聯   | ISBN 978-962-04-2458-8 |
| 2007年 | 《滿天星巴克——從平凡到超凡的五大法則》香港特別版                                               | 約瑟·A·米奇里（Joseph A. Michelli）                                       | 胡瑋珊         | 天窗出版社 | ISBN 978-988-99672-6-0 |
| 2011年 | 《勇往直前 我如何拯救星巴克》ONWARD：How Starbucks Fought for its Life Without Losing Its Soul | 霍华德·舒尔茨、瓊安·戈登（Joanne Gordon）                                 | 譚家瑜、葉有聲 | 聯經       | ISBN 978-957-08-3790-2 |

## 暫停俄羅斯所有商業
2022年3月8日，因應俄羅斯入侵烏克蘭，星巴克發佈聲明，表示「決定暫停所有在俄羅斯的商業活動，包括暫停所有星巴克商品的出貨」。

## 外部連結
- 星巴克（美国）（页面存档备份，存于）
- 星巴克（馬來西亞）（页面存档备份，存于）
- 星巴克（新加坡） （页面存档备份，存于）
- 星巴克（香港）（页面存档备份，存于）
- 星巴克（中国）（页面存档备份，存于）
- 星巴克（日本）（页面存档备份，存于）
- 星巴克（菲律賓）（页面存档备份，存于）
- 星巴克（台灣）（页面存档备份，存于）